# Фісенко Михайло Олександрович
Михайло Олександрович Фісенко (рос. Михаил Александрович  Фисенко; 1 червня 1990, м. Магнітогорськ, СРСР) — російський хокеїст, центральний нападник. Виступає за ХК «Лада» (Тольятті) у Континентальній хокейній лізі.
Виступав за «Ванкувер Джаєнтс» (ЗХЛ), «Калгарі Гітмен» (ЗХЛ), «Металург» (Новокузнецьк), «Єрмак» (Ангарськ), «Кузнецькі Ведмеді», «Сибір» (Новосибірськ), «Амур» (Хабаровськ), «Адмірал» (Владивосток), «Авангард» (Омськ), «Ак Барс» (Казань), «Динамо» (Москва), «Металург» (Магнітогорськ).
У складі юніорської збірної Росії учасник чемпіонату світу 2008.
Досягнення
- Чемпіон ЗХЛ (2010)
- Срібний призер юніорського чемпіонату світу (2008)